# Stazione di Varese
Stazione di Varese vasútállomás Olaszországban, Lombardia régióban, Varese településen.

## Vasútvonalak
Az állomást az alábbi vasútvonalak érintik:
- Stabio/Porto Ceresio–Milánó-vasútvonal
- Mendrisio-Varese-vasútvonal
- Varese-Porto Ceresio-vasútvonal

## Kapcsolódó állomások
A vasútállomáshoz az alábbi állomások vannak a legközelebb:
- Stazione di Gazzada-Schianno-Morazzone (Stazione di Milano Centrale, Stazione di Treviglio, Stabio/Porto Ceresio–Milánó-vasútvonal, Line S5)
- Induno Olona railway halt (Stazione di Porto Ceresio, Mendrisio vasútállomás, Varese-Porto Ceresio-vasútvonal, Mendrisio-Varese-vasútvonal)
- Induno Olona railway halt (Airolo vasútállomás, S50)
- Stazione di Gallarate (Malpensa T2 railway station, S50)
- Induno Olona railway halt (Stazione di Como San Giovanni, S40)